# Massacre de Gudovac
Le massacre de Gudovac (en serbo-croate Pokolj u Gudovcu ; en serbe cyrillique « Пoкoљ у Гудовцу ») est l'exécution de près de 190 Serbes du village de Gudovac par le mouvement croate nationaliste des Oustachis le 28 avril 1941, pendant la Seconde Guerre mondiale. C'est le premier meurtre de masse commis par les Oustachis.

## Contexte

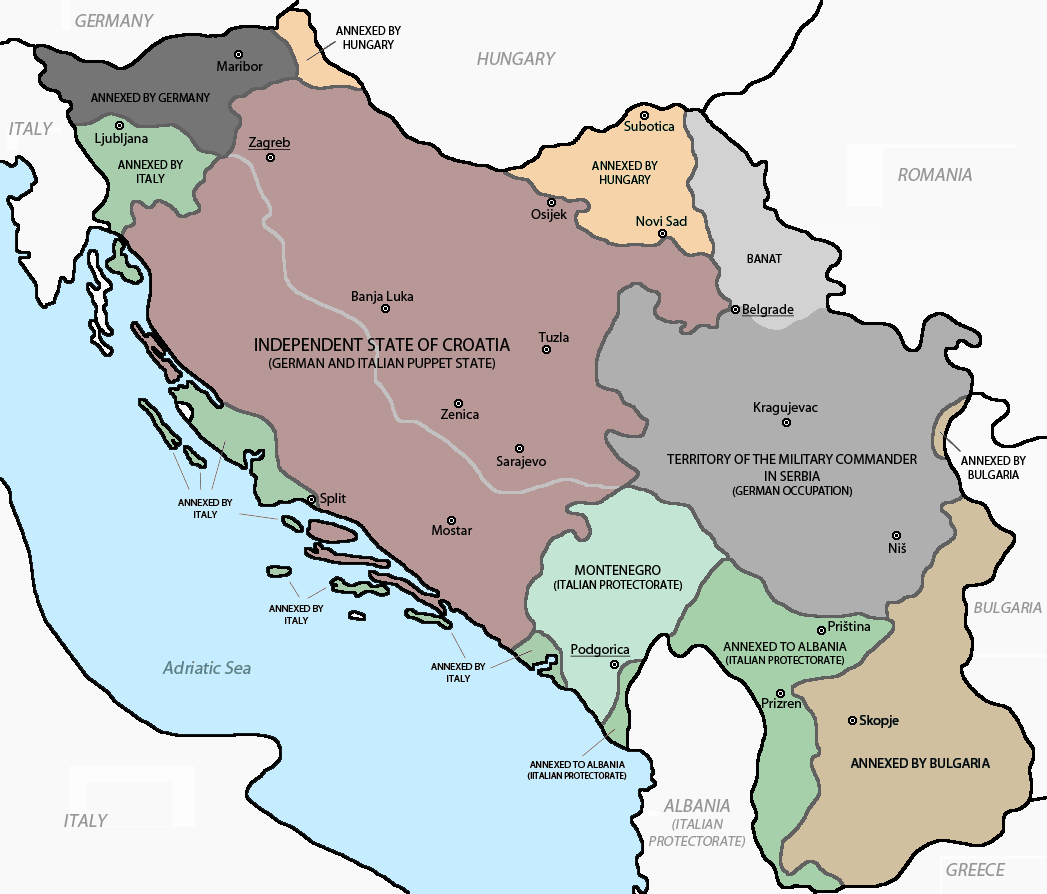
Carte de la Yougoslavie sous domination de l'Axe.

Le massacre a lieu peu après l'invasion de la Yougoslavie  par les forces de l'Axe et la mise en place du gouvernement fantoche connu comme l'État indépendant de Croatie (NDH). 

## Prélude
La répression contre les soulèvements de paysans serbes est dirigée par Dido Kvaternik.

## Déroulement
Deux gardes croates sont tués le 27 avril 1941 à proximité de Gudovac. Dido Kvaternik ordonne « en représailles » l'arrestation d'hommes dans les villages environnants.

### Arrestations
Deux cents hommes sont arrêtés à Gudovac et dans les villages alentour le 28 avril. La plupart sont arrêtés sous l'accusation qu'ils sont des rebelles serbes, fidèles à l'ancien gouvernement yougoslave. Ce sont pour l'essentiel des notables, prêtres, enseignants ou villageois aisés. On leur indique qu'ils seront emmenés à Bjelovar pour y être interrogés, raison pour laquelle ils sont alors escortés par 70 gardes oustachis, dont certains étaient les voisins de leurs prisonniers.

### Meurtres

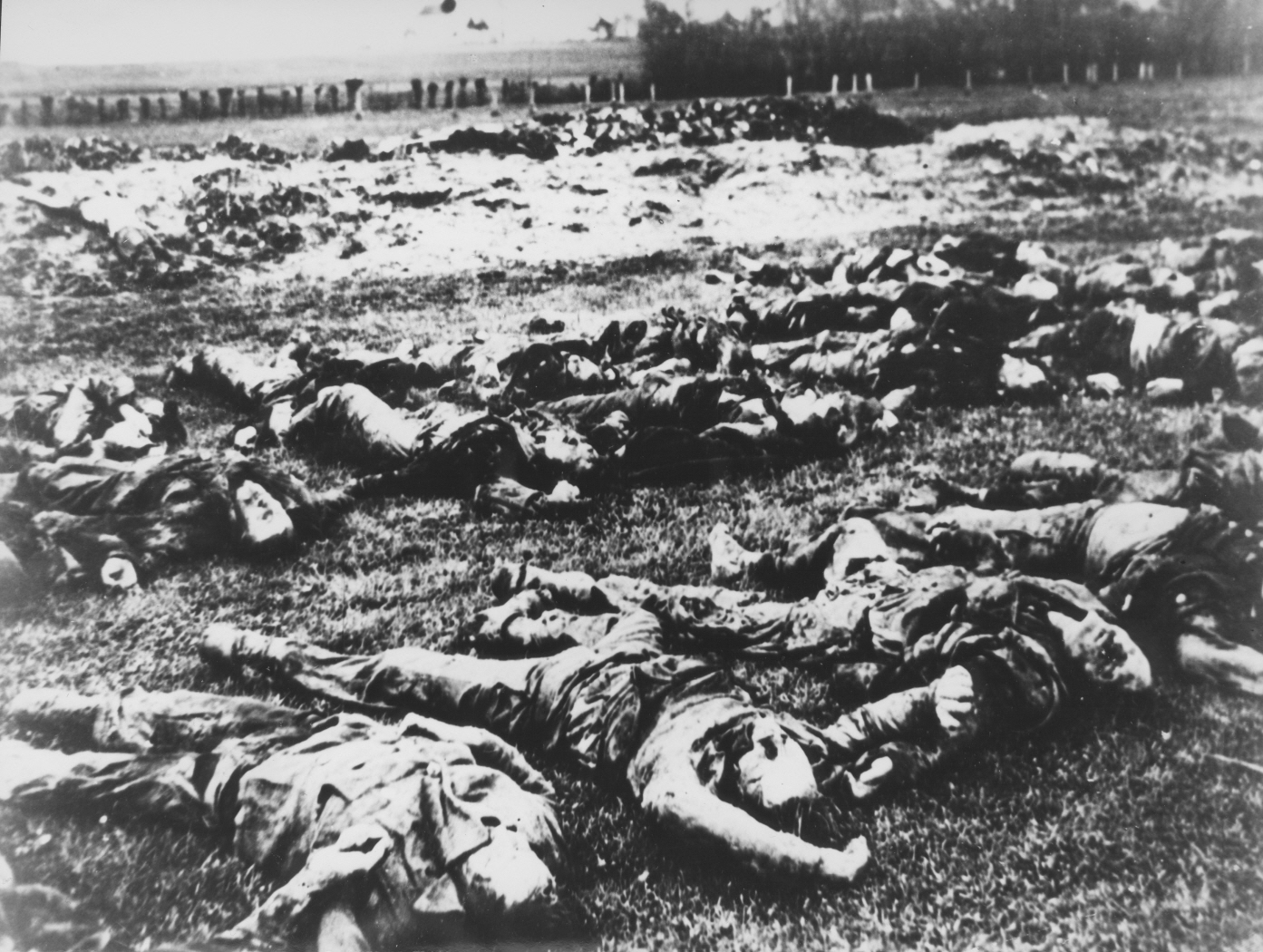
Corps déterrés par les Allemands au lendemain du massacre.

Ils sont emmenés dans un champ voisin, disposés en ligne et collectivement abattus au crépuscule. Parmi les survivants de la première salve, cinq rampent à l'écart et sont en mesure par la suite de livrer un témoignage détaillé des événements. 

## Suites
Les Oustachis obligent les habitants survivants de Gudovac à creuser une fosse commune pour les victimes et versent de la chaux vive sur les corps pour accélérer la décomposition.

### Réaction
Le lendemain, la femme de l'une des victimes informe les Allemands des événements. Les Allemands ordonnent une exhumation partielle de la fosse commune et font arrêter quarante meurtriers présumés. Mladen Lorković, un haut dignitaire oustachi, indique que ces exécutions ont eu lieu en représailles contre la mort de onze Croates. Il fait libérer les détenus et promet à l'ambassadeur allemand Siegfried Kasche que les autorités croates vont procéder à une enquête approfondie. Aucune enquête de ce genre n'a lieu sous le régime oustachi ni plus tard.

### Postérité
En 1955, un ossuaire et le mausolée sont construits sur le site du massacre, ainsi qu'un monument réalisé par sculpteur Vojin Bakić. En 1991, au cours des violences inter-ethniques de la guerre d'Indépendance croate, le monument et le mausolée sont détruits par les nationalistes croates, ainsi qu'une autre œuvre de Bakić, Bjelovarac (L'Homme de Bjelovar). En 2002, les ruines de l'ossuaire sont enlevés par les autorités locales. Cette même année, les habitants signent une pétition pour reconstituer le monument Bjelovarac. Le monument restauré est inauguré en décembre 2010.